# Prusy (district de Bánovce nad Bebravou)
Pour les articles homonymes, voir Prusy (homonymie).
Prusy est un village de Slovaquie situé dans la région de Trenčín.

## Histoire
Première mention écrite du village en 1329.

## Démographie

### Évolution de la population
| Année:               | 1994. | 2004.   | 2014.   | 2024.    |
| -------------------- | ----- | ------- | ------- | -------- |
| Nombre de personnes: | 531   | 551     | 598     | 666      |
| Différence:          |       | +3,76 % | +8,52 % | +11,37 % |

| Année:               | 2023. | 2024.   |
| -------------------- | ----- | ------- |
| Nombre de personnes: | 648   | 666     |
| Différence:          |       | +2,77 % |